# Pandesal

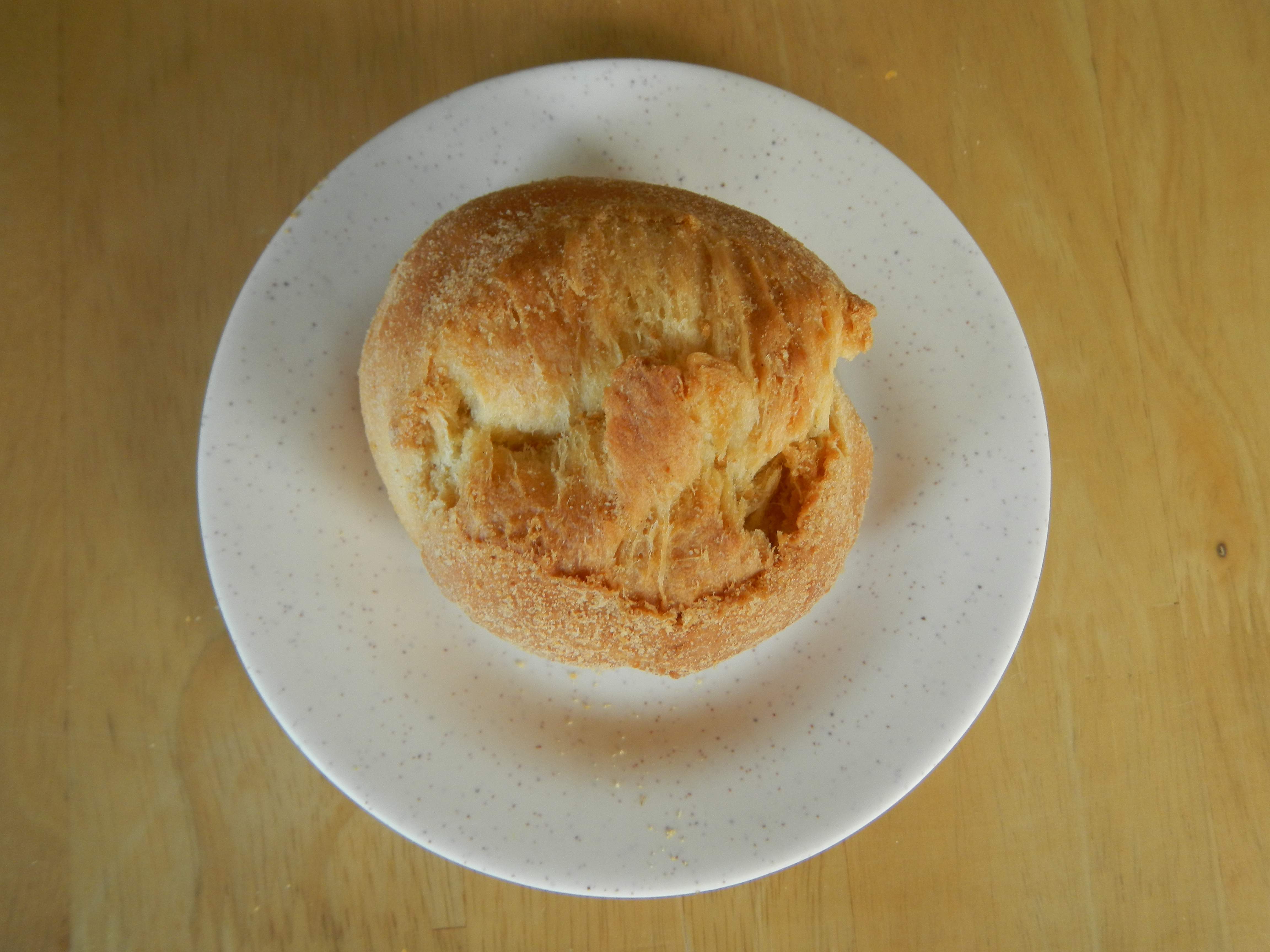
Un pandesal.

Le pandesal ou pan de sal (de l'espagnol, signifiant littéralement « pain de sel ») est une variété de pain dans les Philippines. Il est vendu sous la forme de petite boule de pain individuelle, moelleuse et légèrement sucrée. Traditionnellement, le pandesal est fait de farine blanche, levure, eau, matière grasse, sucre et sel,.

## Historique
Le pandesal est introduit sous la colonisation espagnole, résultant de la démocratisation de la farine de blé et des techniques de fabrication du pain sous l'influence européenne.

## Consommation
Vendu en boulangerie ou par les vendeurs de rue, le pandesal fait partie du petit déjeuner typique des Philippins,, mais est aussi consommé durant la journée, par exemple sous forme de sandwich. Une étude menée sur deux échantillons de mille personnes suggère qu'en 1970 et 1971, le pandesal est le premier produit à base de farine de blé consommé par les Philippins.